# In den sieben Bergteilen
In den sieben Bergteilen ist ein Naturschutzgebiet in der niedersächsischen Stadt Lehrte in der Region Hannover.
Das Naturschutzgebiet mit dem Kennzeichen NSG HA 102 ist 16,5 Hektar groß. Es ist vollständig vom Landschaftsschutzgebiet „Altwarmbüchener Moor – Ahltener Wald“ umgeben. Das Gebiet steht seit dem 3. Juli 1986 unter Naturschutz. Zuständige untere Naturschutzbehörde ist die Region Hannover.
Das zwischen Lehrte und Hannover im Ahltener Wald direkt nördlich der Bundesautobahn 2 liegende Naturschutzgebiet stellt eine ehemalige Sandabbaugrube unter Schutz, die nach Norden, Osten und Süden von einer Böschung begrenzt wird. Im Schutzgebiet gibt es mehrere kleine Stillgewässer, von denen einige nur zeitweise Wasser führen. Die Uferzonen sind überwiegend flach und von Röhrichtbeständen aus Rohrkolben und Schilfrohr eingenommen. Daneben sind auch versumpfte Bereiche mit Binsen- und Seggenbeständen zu finden. Darüber hinaus stocken in der ehemaligen Sandgrube Gehölze wie Sträucher und Bäume. Andere Bereiche bestehen aus offenen Sand- und Kiesflächen und werden von Sandtrockenrasen sowie Pioniervegetation eingenommen.
Das Naturschutzgebiet stellt einen wichtigen Lebensraum für verschiedene Tier- und Pflanzenarten dar, darunter auch zahlreiche bedrohte Arten. So ist die ehemalige Sandgrube u. a. Lebensraum für Amphibien und Reptilien.